# Hógolyókaktusz
A hógolyókaktusz (Mammilloydia candida) a szegfűvirágúak (Caryophyllales) rendjébe, ezen belül a kaktuszfélék (Cactaceae) családjába tartozó faj. Nemzetségének az egyetlen faja. Egyéb neve: hólabdakaktusz.

## Előfordulása
E faj egyedei Mexikóban honosak, azon belül is Coahuila, Új-León, San Luis Potosí és Tamaulipas államok területén élnek.

## Megjelenése
A hógolyókaktusz zöld színű, gömbölyded formájú kaktusz, amely idősebb korában hengeres alakot ölthet. Átmérője elérheti a 15 centimétert is, míg magassága akár 30 centiméter is lehet. Nincs bordázata. Virágai fehér, vagy rózsaszínűek. A növényt fehér, finom szőrzet borítja. Kicsiny tüskéi fehérek, vagy barnák és rendkívül sűrűn helyezkednek el.

## Életmódja
Ez a kaktusz igazi sivatagi növény. Egyedei 500-tól 2500 méteres tengerszint feletti magasságban terjedtek el.

## Fordítás
- Ez a szócikk részben vagy egészben  a   Mammilloydia című angol Wikipédia-szócikk ezen változatának fordításán alapul.  Az eredeti cikk szerkesztőit annak laptörténete sorolja fel. Ez a jelzés csupán a megfogalmazás eredetét és a szerzői jogokat jelzi, nem szolgál a cikkben szereplő információk forrásmegjelöléseként.